# In the Stars
In the Stars è un singolo del cantante statunitense Benson Boone, pubblicato il 29 aprile 2022 come terzo estratto dal primo EP Walk Me Home... e incluso nel primo album in studio Fireworks & Rollerblades.

## Promozione
Il cantante ha tenuto un'esibizione della canzone il 7 giugno 2022 al Late Late Show di James Corden.

## Tracce
Testi e musiche di Benson James Boone, Jason Evigan e Michael Pollack.
1. In the Stars – 3:36

## Formazione
Hanno partecipato alle registrazioni, secondo le note di copertina di Fireworks & Rollerblades:
- Benson Boone – voce
- Jason Evigan – cori, batteria, chitarra, programmazione, produzione, produzione vocale
- Michael Pollack – cori, tastiere, produzione aggiuntiva
- Jackson Rau – produzione vocale
- Lionel Crasta – produzione vocale
- Rafael "Come2Brazil" Fadul – registrazione
- Randy Merrill – mastering
- Șerban Ghenea – missaggio

## Successo commerciale
Nella Official Singles Chart britannica il singolo è divenuto il primo piazzamento in top forty per l'artista, debuttando al 21º posto con 16 216 unità di vendita.

## Classifiche

### Classifiche settimanali
| Classifica (2022-23) | Posizione massima |
| -------------------- | ----------------- |
| Australia            | 34                |
| Austria              | 59                |
| Belgio (Fiandre)     | 6                 |
| Belgio (Vallonia)    | 12                |
| Canada               | 30                |
| Danimarca            | 17                |
| Francia              | 59                |
| Irlanda              | 10                |
| Islanda              | 14                |
| Norvegia             | 4                 |
| Nuova Zelanda        | 15                |
| Paesi Bassi          | 8                 |
| Portogallo           | 72                |
| Regno Unito          | 21                |
| Singapore            | 8                 |
| Stati Uniti          | 82                |
| Svezia               | 8                 |
| Svizzera             | 37                |

### Classifiche di fine anno
| Classifica (2022) | Posizione |
| ----------------- | --------- |
| Belgio (Fiandre)  | 24        |
| Belgio (Vallonia) | 66        |
| Norvegia          | 17        |
| Paesi Bassi       | 23        |
| Svezia            | 61        |
| Classifica (2023) | Posizione |
| Francia           | 80        |
| Classifica (2024) | Posizione |
| Francia           | 171       |